# 수비 코치
수비 코치는 야구에서 야수들의 수비 능력을 향상시키고 지도하는 야구 코치를 가르키는 단어이다.

## 설명
수비 코치는 전체적으로 내야수와 외야수로 통용되는 야수들의 수비 능력을 더욱 끌어올리고 야수들이 중요한 상황에서 팀의 패배와도 직결될 수 있는 결정적이고 치명적인 실책을 범하는 것을 최소한으로 줄이도록 도와준다. 타자들의 수비 능력을 향상시키는 교육을 주로 전담하는 야구 코치가 바로 수비 코치이다. 수비 코치는 주루 코치, 베이스 코치와 더불어 타자 출신의 선수들이 많이 하며 주로 내야수 출신의 선수였던 사람이 코치 연수를 통해 코치 자격증을 획득하면 수비 코치를 많이 전담한다. 각 야구단마다 야수들의 수비 능력 향상에 도움을 주는 수비 코치들이 존재한다.

## 같이 보기
- 야구 코치
- 야구